# Lasippa tawayana
Lasippa tawayana är en fjärilsart som beskrevs av Hans Fruhstorfer 1899. Lasippa tawayana ingår i släktet Lasippa och familjen praktfjärilar. Inga underarter finns listade i Catalogue of Life.